# Liber de similitudinibus et exemplis
El Liber de similitudinibus et exemplis (conocido también bajo el nombre de Tabula exemplorum) es una compilación de refranes en lengua latina de la primera mitad del siglo XIII, dispuestos en orden alfabético según temas, empezando por accidia (la pereza), y acabando con la Xristi ascensio (la  ascensión de Cristo). La obra se atribuye generalmente a Anselmo de Canterbury, ya que la mayoría de los refranes provienen de su obra. A pesar de que también ha sido mencionado como presunto autor el biógrafo de Anselmo, Eadmer. Algunos de los manuscritos del Liber de similitudinis tienen ilustraciones. Uno de los primeros manuscritos supervivientes con imágenes es el Ms. Cleopatra C. XI, de la British Library, escrito entre 1200 y 1220.